# 中国共产党厦门市委员会
中国共产党厦门市委员会（简称中共厦门市委），是中国共产党在福建省厦门市的领导机关。

## 历史沿革
1926年2月，罗扬才、李觉民、罗秋天3人在厦门大学囊萤楼成立中共厦门大学支部，罗扬才任书记。2月底，罗明受中共广东区委委托赴厦门协助发展党团组织。4月，成立党团合一的共青团厦门特支干事会。5月，根据“党团分化”的指示精神，分别成立中共厦门特别支部和改组共青团厦门特别支部干事会。1927年1月，罗明受中共广东区委派遣组建中共闽南部(特)委，并成立以罗秋天为书记的中共厦门市委，此后刘端生、吴亚鲁、肖思一历任书记。1927年12月，中共福建临时省委在厦门成立。1928年4月临时省委暂迁漳州，中共厦门市委改组为中共厦门特委。同年7月，福建临时省委迁回厦门，取消中共厦门特委，厦门各基层组织归省委直管。同年11月，福建省委决定成立中共厦门区委，领导厦门本岛基层党组织及其革命活动，谢汉秋、邱泮林历任书记。1929年2月，再次撤销中共厦门区委，厦门岛各基层党支部第二次归省委直管。同年10月，省委再次决定恢复中共厦门区委，黄天送任书记。1930年1月，再次撤销中共厦门区委，厦门各基层党组织第三次归省委直管。1930年6月底，恢复中共厦门市委。同年8月，厦门地区的党团组织合并为厦门总行动委员会，由黄仲川总负责。同年9月撤销，恢复了原有党团组织。1931年7月17日，成立中共厦门中心市委，王海萍、许依华、许包野、余南等历任书记，直至1936年解体。成立中共厦门中心市委以后，中共厦门市委不再存在，党务工作由中共厦门中心市委直接管理。
1936年7月，尹林平赴厦门重新组建中共厦门临时工委，与失散的党员又接上组织关系。10月，尹林平到香港同中共南方临时工作委员会取得联系，经组织批准改称中共厦门工委。1937年七七事变后，钱兴接任书记。1938年5月13日，厦门沦陷，中共厦门工委撤往漳州。经中共闽南特委决定，与漳州的党组织合并，组成中共漳厦工委，钱兴、陈伯敏历任书记。

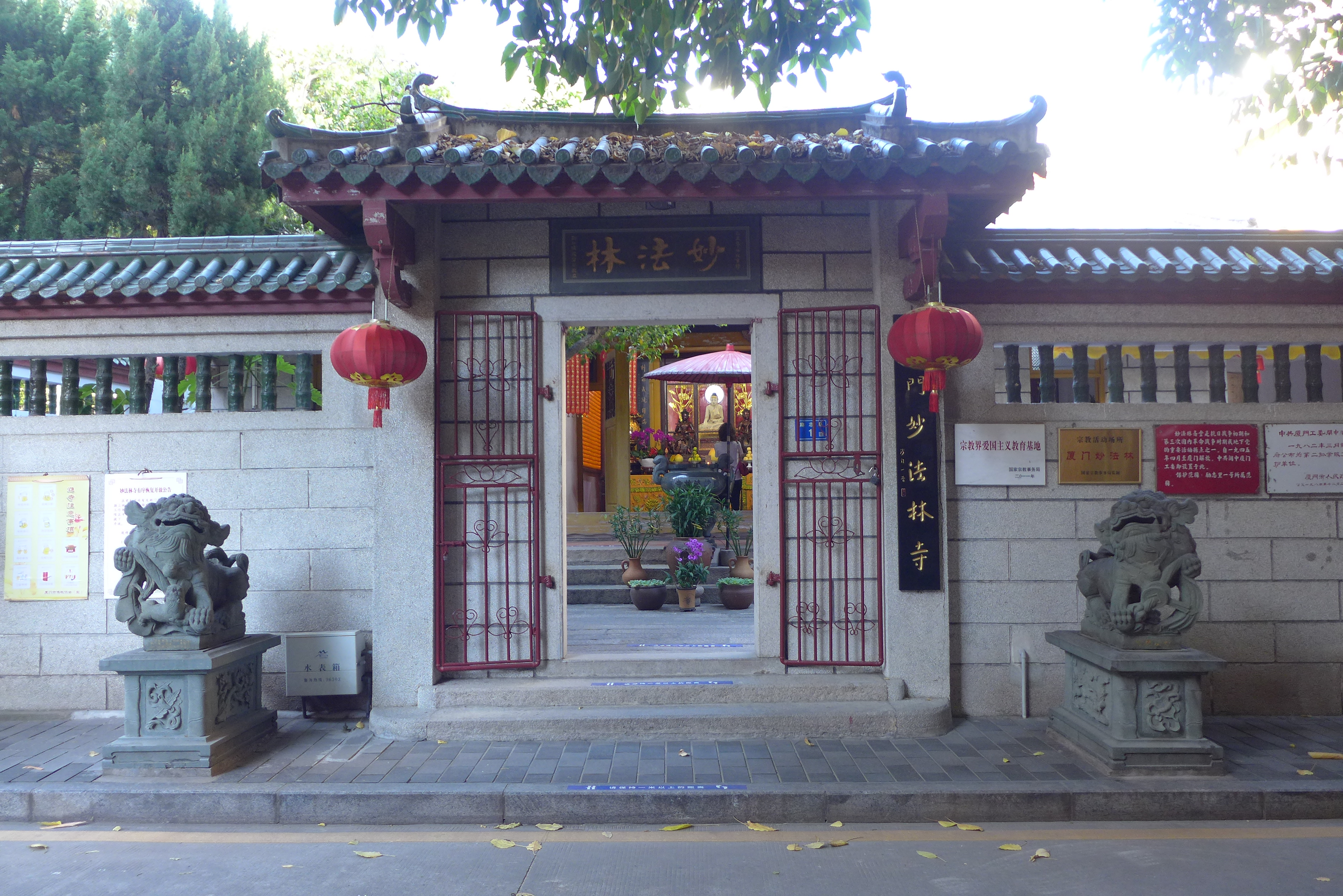
中共厦门工委（闽中）机关旧址，位于厦门市思明区励志路1号妙法林寺

第二次国共内战期间，厦门市存在3个平行的中国共产党组织：闽中、闽西南和城工部。1945年9月，中共闽浙赣省委所属的中共闽中特委派许集美、郑种植、施能鹤等到厦门，开展党的活动。1946年4月，正式成立中共厦门工委（闽中），许集美任书记，隶属中共泉州中心县委领导。1945年12月，中共闽南地委派出陈华等人到厦门开展党的活动，1947年7月，成立中共厦门工委（闽西南）。1946年3月，中共闽浙赣省委闽江工作委员会（城工部）派党员黄猷到厦门开辟工作。1948年5月，中共厦门市委(城工部)在鼓浪屿正式成立。
1949年9月，中共厦门市委在泉州正式成立。1949年10月17日，中国人民解放军解放厦门全岛，中共厦门市委随军进入厦门市区，市委机关设在深田路42号。1956年5月至6月间，召开中国共产党厦门市第一次代表大会，选举产生中共厦门市第一届委员会。1966年6月文化大革命开始后，中共厦门市委陷于瘫痪状态。1967年2月，造反派夺权。1967年6月18日，成立厦门市军事管制委员会，作为全市党政合一的最高权力机构。1968年9月16日，成立厦门市革命委员会，作为全市最高的权力机构。1970年9月，成立中国共产党厦门市革命委员会核心小组，临时行使市委的部分职能。1971年4月，召开中国共产党厦门市第四次代表大会，选举产生中国共产党厦门市第四届委员会。
1980年9月，成立中共福建省厦门经济特区管理委员会党组，由中共福建省委直接领导。1981年8月，党组改为党委。1984年9月1日，中国共产党厦门经济特区委员会与中国共产党厦门市委员会合并为新的中国共产党厦门市委员会。

## 职责
根据《中国共产党地方委员会工作条例》，中国共产党地方委员会主要实行政治、思想和组织领导，承担下列职能：
1. 对本地区重大问题作出决策。
2. 通过法定程序使党组织的主张成为地方性法规、地方政府规章或者其他政令。
3. 加强对本地区宣传思想文化工作的领导，牢牢掌握意识形态工作领导权、话语权。
4. 按照干部管理权限任免和管理干部，向地方国家机关、政协组织、人民团体、国有企事业单位等推荐重要干部。
5. 支持和保证人大、政府、政协、法院、检察院、人民团体等依法依章程独立负责、协调一致地开展工作，发挥这些组织中党组的领导核心作用。
6. 加强对本地区群团工作和统一战线工作的领导。
7. 动员、组织所属党组织和广大党员，团结带领群众实现党的目标任务。

## 机构设置
根据《厦门市机构改革方案》，中国共产党厦门市委员会设置以下工作部门：
- 中共厦门市委办公厅
- 中共厦门市委组织部
- 中共厦门市委宣传部
- 中共厦门市委统一战线工作部
- 中共厦门市委政法委员会
- 中共厦门市委政策研究室
- 中共厦门市委全面深化改革委员会办公室（中共厦门市委财经委员会办公室）
- 中共厦门市委全面依法治市委员会办公室
- 中共厦门市委国家安全委员会办公室（设在中共厦门市委办公厅）
- 中共厦门市委网络安全和信息化委员会办公室（设在中共厦门市委宣传部）
- 中共厦门市委外事工作委员会办公室（设在厦门市人民政府外事办公室）
- 中共厦门市委台港澳工作办公室（厦门市人民政府台港澳事务办公室）
- 中共厦门市委机构编制委员会办公室
- 中共厦门市委审计委员会办公室（设在厦门市审计局）
- 中共厦门市委教育工作领导小组秘书组（设在厦门市教育局）
- 中共厦门市委农村工作领导小组办公室（设在厦门市农业农村局）
- 中共厦门市委直属机关工作委员会
- 中共厦门市委机要保密局（厦门市密码管理局、厦门市国家保密局）
- 中共厦门市委巡察工作领导小组办公室
- 中共厦门市委老干部局

### 直属事业单位
- 中共厦门市委党校（厦门市行政学院、厦门市社会主义学院）
- 厦门日报社
- 中共厦门市委党史和地方志研究室

## 历届组成人员
第一届
- 任期：1956年6月－1958年7月
- 第一书记：张维兹（1957年10月调离） → 袁改（1957年10月代理）
- 副书记：（1956年6月－12月）：袁改、余明、萧枫
- 书记处书记（1956年12月设置）：袁改（1956年12月－1957年10月）、余明、萧枫、张渐摩

第二届
- 任期：1958年7月－1960年7月
- 第一书记：袁改
- 书记处书记：余明（1959年4月调离）、萧枫（1959年7月调离）、张渐摩、李文陵（1958年10月任）、杨柳（1959年2月任）、田泽民（1959年2月任）、王凤先（1960年1月任）

第三届
- 任期：1960年7月－1968年9月
- 第一书记：袁改
- 第二书记：汪大铭（1965年5月任）
- 书记处书记：李文陵、张渐摩、杨柳（1963年7月调离）、王凤先（1964年8月调离）、田泽民（1962年5月调离）

第四届
- 任期：1971年4月－1979年11月
- 书记：刘茂堂 → 张维兹 → 郑重 → 曾鸣 → 边圻
- 副书记：余明、卢志修（1976年11月调离）、姜英邦（1973年3月调离）、张继中（1975年5月任）、麻善官（1976年11月任）、李振经（1977年9月任）、张德贞（1978年6月任）

第五届
- 任期：1979年11月－1984年12月
- 第一书记（1979年11月－1983年1月）：陆自奋
- 书记：吴星峰（1979年11月－1983年1月）、陆自奋
- 副书记：李振经（1983年1月调离）、张德贞（1983年1月调离）、向真（1983年1月调离）、王成秀（1980年9月－1983年1月）、余明（1981年5月－1983年1月）、萧枫（1981年5月－1983年1月）、洪文广（1981年5月－1983年1月）、王一士（1981年8月－1983年1月）、邹尔均（1981年8月－）、王金水（1983年1月－）、李力（1984年2月－）、李秀记（1984年9月－）

第六届
- 任期：1984年12月－1990年6月
- 书记：邹尔均 → 王建双（1987年1月任） → 石兆彬（1990年4月任）
- 副书记：王金水、李力（－1987年7月）、李秀记、邹尔均（1987年1月任）

第七届
- 任期：1990年7月－1995年8月
- 书记：石兆彬
- 副书记：邹尔均（－1992年12月）、王金水（－1992年12月）、李秀记、洪永世（1992年11月－）、刘丰（1993年6月－）、苏增添（1993年6月－）、鲍绍坤（1994年3月－）

第八届
- 任期：1995年8月－2001年
- 书记：石兆彬
- 副书记：洪永世、刘丰、鲍绍坤、朱亚衍、陈维钦

第九届
- 任期：2001年6月30日－2006年10月
- 书记：洪永世
- 副书记：朱亚衍、张昌平、吴凤章

第十届
- 任期：2006年10月－2011年9月
- 书记：何立峰
- 副书记：张昌平、陈炳发、黄杰成、刘赐贵（2007年2月－2011年2月）、刘可清（2011年2月任）

第十一届
- 任期：2011年9月－2016年10月
- 书记：于伟国（2013年4月调离） → 王蒙徽（2013年5月－2016年8月） → 裴金佳（2016年9月任[4]）
- 副书记：刘可清（－2015年2月）、钟兴国、裴金佳（2015年2月－2016年9月）、洪碧玲（2015年6月任）、庄稼汉（2016年9月任）

第十二届
- 任期：2016年10月－2021年11月
- 书记：裴金佳（2016年9月－2018年11月）、胡昌升（2019年2月－2021年1月）、赵龙（2021年1月－2021年10月）、崔永辉（2021年10月－）
- 副书记：庄稼汉、陈秋雄、黄文辉（2021年6月－）

第十三届
- 任期：2021年11月－2026年10月
- 书记：崔永辉
- 副书记：黄文辉（2021年6月－2024年9月）、张毅恭（2021年11月－2023年1月）、伍斌（2024年9月－）、李辉跃（2023年4月－）